# Phytodietus plesius
Phytodietus plesius är en stekelart som beskrevs av Sievert Allen Rohwer 1920. Phytodietus plesius ingår i släktet Phytodietus och familjen brokparasitsteklar. Inga underarter finns listade i Catalogue of Life.